# جان لوي كويلو
جان لوي كويلو (بالإنجليزية: Jean-Louis Calandrini)‏ (و. 1703 – 1758 م) هو عالم فلك، ورياضياتي من سويسرا . ولد في جنيف .
توفي في جنيف، عن عمر يناهز 55 عاماً.